# Бети Скуфа
Елиса̀вет (Бѐти) Димитрѝу Ску̀фа (на гръцки: Ελισσάβετ, Μπέττυ Δημητρίου Σκούφα) е гръцки политик от Коалицията на радикалната левица (СИРИЗА), депутат в Гръцкия парламент от 2015 година от избирателен район Пиерия.

## Биография
Родена е на 28 април 1972 година в Обединеното кралство. В 1997 година получава бакалавърска степен по философия от Факултета по философски и социални изследвания на Университета на Крит в Ретимно. В 2001 година получава магистратура по философия от Рурския университет в Бохум, Германия. Работи като преподавателка по английски и немски в Солун.
На изборите през януари 2015 година е избрана за депутат от СИРИЗА от избирателен район Пиерия. На предсрочните избори през септември 2015 г. Скуфа отново печели мандат за Коалицията.